# Josef Dobiáš (šachista)
Josef Dobiáš (24. prosince 1886 – 31. ledna 1981) byl český šachista.

## Život
Na začátku své kariéry obsadil v Praze v roce 1908 (turnaj B) 5. místo, společné 4. až 5. místo v Plzni v roce 1911, společné 5. až 7. místo ve Vratislavi v roce 1912 (18. DSB Kongres, hlavní turnaj B), obsadil 6. místo v Mladé Boleslavi v roce 1913 (zvítězil Karel Hromádka), 8. místo v České Třebové v roce 1913 a společné 1. místo v Brně v roce 1916.
Po 1. světové válce získal společné 6. až 8. místo v Praze (1924/25) (1. Kautského memoriál, zvítězil Jan Schulz), společné 3. až 5. místo v Praze v roce 1930 a společné 8. až 12. místo v Mnichově Hradišti v roce 1933.
V období mezi lety 1939 a 1945 (Protektorát Čechy a Morava) obsadil 12. místo v Rakovníku v roce 1940 (Český šachový šampionát, zvítězil Jan Foltys), vyhrál na Kautského Memoriálu v roce 1940, obsadil 12. místo v Chocni v roce 1942, zvítězil Miroslav Katětov), took 6th at Prague 1943 (UJCS-17.Kongress) a obsadil 14. místo v Brně v roce 1944 (zvítězil Karel Opočenský).